# 泰登·门吉
泰登·曼布埃尼·门吉（英語：Teden Mambuene Mengi，2002年4月30日—）是一名出身於英格蘭的安哥拉裔英國職業職業足球員，司職後衛，他現在效力於英超球隊盧頓，並曾代表英格蘭代表隊參加過U15至U20級別的比賽。
门吉加入了市內勁旅曼聯的青訓系統。2020年8月賽季，泰登·门吉在曼聯一隊上陣，於歐霸盃作客艾斯坦拿賽中上陣。门吉曾分別於2021年外借打比郡和2022年外借伯明翰城。
曼基在英格蘭曼徹斯特出生，有安哥拉血統。